# Dermatolepis
Dermatolepis is een geslacht van straalvinnige vissen uit de familie van zaag- of zeebaarzen (Serranidae). Het geslacht is voor het eerst wetenschappelijk beschreven in 1861 door Gill.

## Soorten
- Dermatolepis dermatolepis (Boulenger, 1895)
- Dermatolepis inermis (Valenciennes, 1833)
- Dermatolepis striolata (Playfair, 1867)